# یوری دمیتریف
یوری دمیتریف (انگلیسی: Yury Dmitriyev؛ زادهٔ ۲۶ اوت ۱۹۴۶) دوچرخه‌سوار اهل اتحاد جماهیر شوروی سوسیالیستی است.